# Суд повинен тривати
«Суд повинен тривати» — радянський німий чорно-білий художній фільм 1931 року. Агітпропфільм викривав пережитки патріархальної буржуазної моралі і недоліки сучасної пролетарської моралі. В основі сценарію фільму — скандальна «чубарівська справа» 1926 року про групове зґвалтування дівчини групою хуліганів.

## Сюжет
Кінець 1920-х років, СРСР. Йде судовий процес над п'ятьма хуліганами, яких звинувачують у зґвалтуванні лаборантки електрозаводу Олени. В ході процесу героїня стикається з новим ставленням до себе з боку чоловіків. Чоловік вважає те, що трапилося ганьбою і вимагає щоб вона пішла з заводу бо його дружина повинна бути домогосподаркою. Його не хвилює її законне право і бажання працювати. Шофер заводу запросто пропонує їй: «Поїдемо до мене!», а коли вона втікає, кричить їй услід: «Міщанинка!», але не заспокоївшись розшукує її в гуртожитку і кажучи «Ви мені подобаєтесь а я теж хлопець нічого собі» починає безсоромно приставати до лежачої на ліжку Олени, але вона запускає в нього стакан. Великий план осколків, що залишилися від склянки, яку героїня запустила в кавалера, що нахабно чіплявся, тут символізує крах однойменної теорії: в особі шофера тут виступає передова молодь того часу, яка так само легко і нехитро відноситься до задоволення своїх статевих «прагнень», що частенько звинувачувала комсомолок в «міщанстві», які не бажали «йти йому назустріч». Адвокат, який на суді відмовився захищати гвалтівників сказавши палку промову, що «навіть їх некультурність не може служити їм виправданням», схиляє Олену до близькості культурно — безсоромно пропонуючи гроші, а на її обурення дивується, кажучи, що «ціна нормальна». Публічно виступаючи за справедливість і повагу до жінки, за фактом адвокат виявляється прихильником старої моралі, яка дозволяє йому залишатися споживачем продажної любові, для якого жінка є об'єктом сексуальних утіх. Вийшовши від адвоката Олена зустрічає дівчину-повію, абсолютно втрачену і нещасну, і розуміє, що вона далеко не єдина постраждала від сексуальної експлуатації. Олена розуміє, що буржуазні пережитки, притаманні в замаскованому вигляді, не менше огидні, ніж відверте хуліганство. У фіналі, після суду, що засудив хуліганів до розстрілу, героїня перед залом викриває поведінку свого чоловіка, шофера і адвоката і вимагає продовження суду над цими порушниками радянської моралі які, як зазначено в титрах мови героїні: «є найнебезпечнішими шкідниками! Вони гублять не верстати і машини, а найцінніше для нас — Людину!», при цьому вимагає затримати адвоката — «Чим ви кращі за ті п'ять, яких ви відмовилися захищати?» і декларує, що «Суд повинен тривати!». Фільм, який починається розбором приватної історії групового зґвалтування, в процесі стає судом над власником-чоловіком з забобонами патріархальної спадщини, шофером-прихильником новомодної теорії вільних відносин і адвокатом-споживачем продажної любові з старорежимним ставленням до жінки, — злочинцями, що заважають жінці стати повноправним членом суспільства. Судом над атавізмами патріархальної і буржуазної моралі і недоліками пролетарської.

## У ролях
- Раїса Єсіпова —  Олена, лаборантка електрозаводу
- Сергій Ланговой —  чоловік Олени
- Павло Молчанов —  шофер
- Іван Чувєлєв —  адвокат
- Віктор Кулаков —  член молодіжної комуни
- Галина Інютіна —  член молодіжної комуни
- Семен Антонов —  лаборант

## Знімальна група
- Режисери — Юхим Дзиган, Борис Шрейбер
- Сценарист — Всеволод Павловський
- Оператор — Наум Наумов-Страж
- Художник — Роберт Федор